# Aldeia paroquial de Gammelstad
A aldeia paroquial de Gammelstad (em sueco:  Gammelstads kyrkstad;  ouça a pronúncia) ou Gamelstádio é uma aldeia paroquial (kyrkstad) do norte da Suécia. 
Está situada na localidade de Gammelstad, a 10 quilômetros a noroeste da cidade de Luleå, na província de Norrbotten.

É considerada a aldeia paroquial melhor conservada na Escandinávia, e foi classificada como Património Mundial pela UNESCO em 1996. 
Seu interesse patrimonial reside na sua igreja de pedra - a Igreja de Nederluleå do século XV, em torno da qual foram construídas no século XVII mais de 400 casinhas de madeira, nas quais as pessoas residiam quando vinham aos serviços religiosos ou ao mercado local. Estas habitações temporárias formavam pequenas ruelas em redor da igreja, segundo o costume medieval, e estavam acompanhadas de pequenos estábulos (hoje em dia 5, de um conjunto que chegou a atingir os 350 em 1817).